# Centre sportif communal (Heist-op-den-Berg)
Le Centre sportif Gemeentelijk (en néerlandais : Gemeentelijk Sportcentrum) est un stade de football situé à Heist-op-den-Berg, dans la Province d'Anvers en Belgique.
L’enceinte héberge les rencontres à domicile du KSK Heist.